# Gábor Király
Gábor Ferenc Király (* 1. dubna 1976, Szombathely, Maďarsko) je bývalý maďarský fotbalový brankář a reprezentant. Na konci své kariéry hrál za maďarský klub Szombathelyi Haladás. V maďarské reprezentaci nastoupil ke 108 zápasům, což z něj činí rekordmana v počtu startů za maďarské národní mužstvo, 20. května 2016 překonal v mezistátním přátelském utkání proti Pobřeží slonoviny (remíza 0:0) 101 zápasů Józsefa Bozsika. Mimo Maďarsko působil na klubové úrovni v Německu a Anglii.
Jeho charakteristickým rozpoznávacím znamením jsou šedé tepláky, které obléká při zápasech od roku 1996. Díky tomu si vysloužil přezdívku Pyjama Man (muž v pyžamu). Hráč k tomu uvádí: “Jsem brankář, ne top model. Je to výlučně otázka pohodlí. Hrával jsem na antukách a trávě, která je v zimě zamrzlá. Bolí to, když se hážu do střel, takže tepláky jsou vhodným řešením.“ Přiznal, že zkoušel chytat i v kraťasích, ale nevyhovovalo mu to.

## Klubová kariéra
Na profesionální úrovni začal s fotbalem v klubu Szombathelyi Haladás z maďarského města Szombathely ležícího u hranic s Rakouskem. V roce 1997 přestoupil do Německa do týmu Hertha BSC, kde hrál až do roku 2004. Během svého působení v Hertě dostal 14 žlutých karet.

Následně se stěhoval do Anglie do klubu Crystal Palace FC, z něhož hostoval ve West Hamu United a Aston Ville. V roce 2007 přestoupil do Burnley FC a později hostoval v německém mužstvu Bayer 04 Leverkusen. V letech 2009–2014 chytal za TSV 1860 München. Poté strávil sezónu 2014/15 v anglickém Fulham FC. V létě 2015 na konci své pestré kariéry se vrátil do vlasti do mateřského klubu Szombathelyi Haladás. 21. května 2019 oznámil ve věku 43 let konec své 26 let trvající profesionální fotbalové kariéry.

## Reprezentační kariéra
V A-mužstvu Maďarska debutoval 25. 3. 1998 v přátelském utkání ve Vídni proti reprezentaci Rakouska (výhra 3:2).
S maďarským národním týmem slavil v listopadu 2015 postup z baráže na EURO 2016 ve Francii. Německý trenér maďarského národního týmu Bernd Storck jej zařadil do závěrečné 23členné nominace na EURO 2016 ve Francii. V prvním utkání Maďarska na turnaji proti Rakousku 14. června vychytal čisté konto (výhra 2:0) a ve věku 40 let a 74 dní se stal nejstarším hráčem, který kdy hrál na Mistrovství Evropy. Překonal tím rekord Němce Lothara Matthäuse, který na šampionátu v roce 2000 nastoupil ve věku 39 let a 91 dní. Nový rekord posunul o několik dní, neboť se představil i ve druhém zápase proti Islandu (remíza 1:1) a třetím proti Portugalsku (remíza 3:3). Maďaři se ziskem 5 bodů vyhráli překvapivě základní skupinu F. V osmifinále proti Belgii inkasoval čtyři góly a Maďaři se po porážce 0:4 rozloučili s turnajem. Király posunul věkový rekord nejstaršího hráče EURA na hodnotu 40 let a 87 dní.
V srpnu 2016 oznámil konec reprezentační kariéry, nakonec odchytal ještě úvodních 29 minut přátelského zápasu v Budapešti 15. listopadu proti reprezentaci Švédska (prohra 0:2), což byla jeho reprezentační derniéra. Celkem nastoupil v letech 1998–2016 v maďarské reprezentaci ke 108 zápasům.

## Soukromý život
Je pověrčivý. Původně chytal v černých teplácích, ale když nebyly k dispozici (nebyly vyprané a připravené na zápas), přijal šedé. Od té doby věří, že mu přinášejí štěstí. Jezdí v automobilu Mini Cooper. Jeho oblíbenou písní je It´s My Life od Jona Bon Joviho, s nímž se také osobně setkal.